# WINGs Display Manager
WINGs Display Manager （WDM） 是X Window系統上的顯示管理工具，它使用類似微軟視窗作業系統的圖形化登錄畫面，主要用於基于Unix的操作系统，並且它用到了WINGs 套件發展工具。